# Hermann Reinecke
Hermann Reinecke, född 14 februari 1888 i Wittenberg, död 10 oktober 1973 i Hamburg, var en tysk general. Han var chef för Allgemeine Wehrmachtamt (AWA), vilket innebar att han hade ett övergripande ansvar för Tysklands krigsfångar. Han var även chef för NS-Führungsstabes des OKW, Nationalsocialistiska ledningsstaben vid OKW. Reinecke var därtill hedersdomare vid Volksgerichtshof.
Vid OKW-rättegången efter andra världskriget dömdes Reinecke till livstids fängelse för krigsförbrytelser och brott mot mänskligheten. Han släpptes ur fängelset i oktober 1954.

## Biografi
Reinecke tog 1905 värvning i den preussiska armén. Under första världskriget sårades han och förflyttades till krigsministeriet. Han återkom dock till stridande tjänst och anförde en bataljon.
År 1933 utnämndes Adolf Hitler till Tysklands rikskansler. Reinecke kom under några år att vara verksam vid Reichswehrministerium. Efter Blomberg-Fritsch-krisen och omorganisationen av Wehrmachts ledning 1938 blev Reinecke chef för den avdelning som handhade allmänna ärenden. Efter krigsutbrottet i september 1939 blev Reinecke även ansvarig för tyska arméns utländska krigsfångar. Dödstalen bland dessa var, särskilt från och med 1941, mycket höga.
Efter 20 juli-attentatet biträdde Reinecke och Ernst Lautz huvuddomaren Roland Freisler vid rättegångarna mot de sammansvurna.

## Utmärkelser
- Hohenzollerska husordens riddarkors med svärd
- Järnkorset av första klassen
- Järnkorset av andra klassen
- Krigsförtjänstkorset av första klassen med svärd
- Krigsförtjänstkorset av andra klassen med svärd
- Hansakorset (Hamburg)
- Ärekorset
- Röda kors-medaljen av tredje klassen (Preussen)
- Österrikiska militärförtjänstkorset av tredje klassen med krigsutmärkelse
- Wehrmachts tjänsteutmärkelse av fjärde, tredje, andra och första klassen
- NSDAP:s partitecken i guld
- Hitlerjugends gyllene hedersutmärkelse med eklöv

### Webbkällor
- Miller, Michael D.; Collins, Gareth. ”General der Infanterie Hermann Reinecke” (på engelska). Axis Biographical Research. Arkiverad från originalet den 28 april 2014. https://web.archive.org/web/20140428002342/http://www.geocities.com/~orion47/WEHRMACHT/HEER/General2/REINECKE_HERMANN.html. Läst 3 maj 2014.